# Villanueva de los Castillejos
Villanueva de los Castillejos é um município da Espanha na província de Huelva, comunidade autónoma da Andaluzia, de área 264,52 km² com população de 2691 habitantes (2004) e densidade populacional de 10,17 hab/km².

## Demografia
| Variação demográfica do município entre 1991 e 2004 | Variação demográfica do município entre 1991 e 2004 | Variação demográfica do município entre 1991 e 2004 | Variação demográfica do município entre 1991 e 2004 |
| --------------------------------------------------- | --------------------------------------------------- | --------------------------------------------------- | --------------------------------------------------- |
| 1991                                                | 1996                                                | 2001                                                | 2004                                                |
| 2613                                                | 2684                                                | 2643                                                | 2691                                                |